# 2008년 하계 올림픽 축구 남자 예선
2008년 하계 올림픽 축구의 남자 예선은 대륙별로 진행되었다. 대륙별 배정에 따라 총 16개 팀이 본선에 진출하게 된다. FIFA에서는 출전 선수의 연령을 1985년 1월 1일 이후 출생자로 제한하였다.

## 예선
총 16개 팀이 올림픽 토너먼트에 진출하였다. 아래는 진출팀 목록이다.

#### 개최국 (자동 진출)
- 중화인민공화국

#### 유럽 축구 연맹(4팀)
- 벨기에
- 이탈리아
- 네덜란드
- 세르비아

#### 남미 축구 연맹(2팀)
- 아르헨티나
- 브라질

#### 북중미카리브 축구 연맹(2팀)
- 온두라스
- 미국

#### 아프리카 축구 연맹(3팀)
- 카메룬
- 코트디부아르
- 나이지리아

#### 아시아 축구 연맹(3팀)
- 오스트레일리아
- 일본
- 대한민국

#### 오세아니아 축구 연맹(1팀)
- 뉴질랜드